# Colfax (Wisconsin)

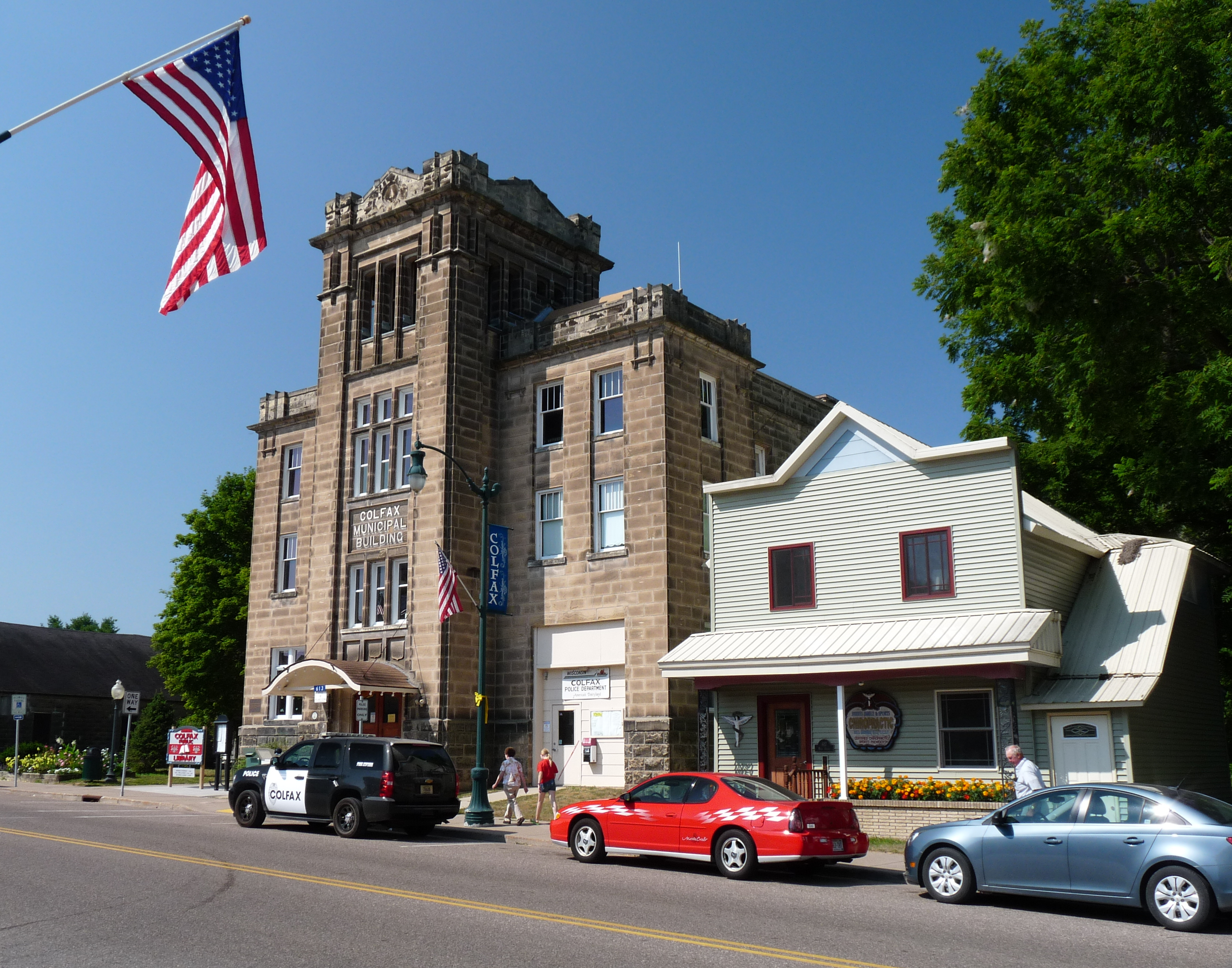
Edifício Municipal de Colfax (edifício maior à esquerda) em Colfax, Wisconsin, foi construído em 1915 e abrigava a delegacia de polícia, estação de bombeiros, salas de reunião, auditório, salão de banquetes e biblioteca da cidade.

Colfax é uma vila localizada no estado norte-americano de Wisconsin, no Condado de Dunn.

## Demografia
Segundo o censo norte-americano de 2000, a sua população era de 1136 habitantes.
Em 2006, foi estimada uma população de 1114, um decréscimo de 22 (-1.9%).

## Geografia
De acordo com o United States Census Bureau tem uma área de
3,7 km², dos quais 3,6 km² cobertos por terra e 0,1 km² cobertos por água.

## Localidades na vizinhança
O diagrama seguinte representa as localidades num raio de 24 km ao redor de Colfax.